# Oktay Urkal
Oktay Urkal (Berlín Occidental, 15 de enero de 1970) es un deportista alemán, de origen turvo, que compitió en boxeo.
Participó en los Juegos Olímpicos de Atlanta 1996, obteniendo una medalla de plata en el peso superligero. Ganó dos medallas de bronce en el Campeonato Mundial de Boxeo Aficionado, en los años 1993 y 1995, y dos medallas en el Campeonato Europeo de Boxeo Aficionado, oro en 1996 y bronce en 1993.

## Palmarés internacional
| Juegos Olímpicos   | Juegos Olímpicos         | Juegos Olímpicos  | Juegos Olímpicos |
| Año                | Lugar                    | Medalla           | Categoría        |
| ------------------ | ------------------------ | ----------------- | ---------------- |
| 1996               | Atlanta (Estados Unidos) | Medalla de plata  | 63,5 kg          |
| Campeonato Mundial |                          |                   |                  |
| Año                | Lugar                    | Medalla           | Categoría        |
| 1993               | Tampere (Finlandia)      | Medalla de bronce | 63,5 kg          |
| 1995               | Berlín (Alemania)        | Medalla de bronce | 63,5 kg          |
| Campeonato Europeo |                          |                   |                  |
| Año                | Lugar                    | Medalla           | Categoría        |
| 1993               | Bursa (Turquía)          | Medalla de bronce | 63,5 kg          |
| 1996               | Vejle (Dinamarca)        | Medalla de oro    | 63,5 kg          |